# Fraisans
Fraisans es una localidad y comuna francesa situada en la región de Franco Condado, departamento de Jura, en el distrito de Dole y cantón de Dampierre.

## Demografía
| 1056 | 1026 | 1078 | 1108 | 1089 | 1240 | 38 |
| Para los censos de 1962 a 1999 la población legal corresponde a la población sin duplicidades (Fuente: INSEE [Consultar]) |      |      |      |      |      |    |